# جيمس توماس براون
جيمس توماس براون هو قاضي وسياسي كندي، ولد في 22 أكتوبر 1871، وتوفي في 1957. انتخب عضو المجلس التشريعي من ساسكاتشوان.